# Leżnia

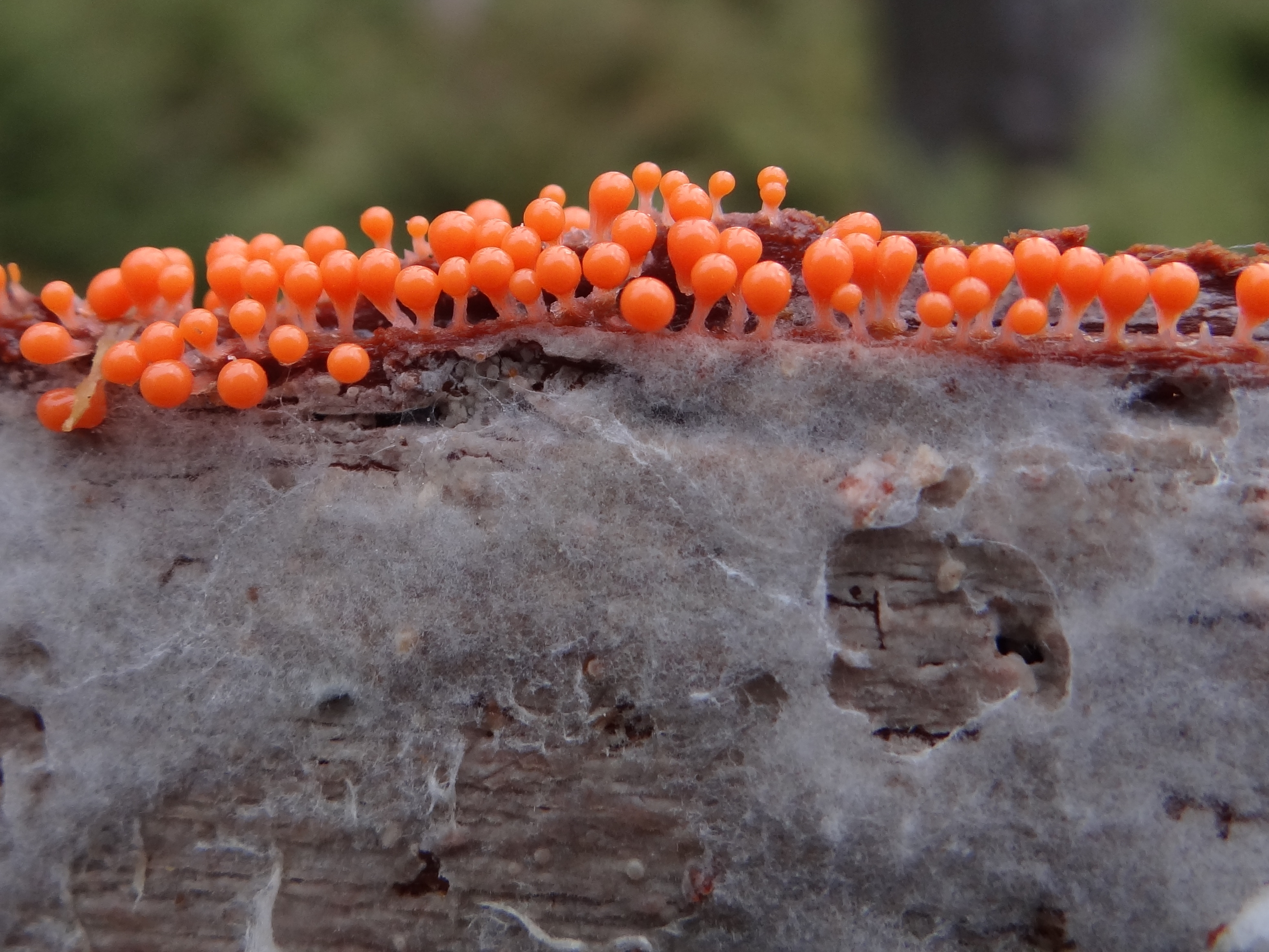
Biała leżnia i pomarańczowe zarodnie u kędziorka mylnego

Leżnia (hypothalus) – u śluzowców (Myxomycota) jest to cienka warstwa resztek plazmodium (śluźni) i odrzuconych przez nie substancji, powstająca w momencie, gdy śluzowiec przystępuje do wytwarzania zarodni. Stanowi dolną część zarodni, pozostającą na podłożu po otwarciu się zarodni i uwolnieniu zarodników. W dosłownym tłumaczeniu z języka łacińskiego słowo hypothallus oznacza podplesze.
Leżnia wytwarzana jest przez śluźnię na początku jej owocowania. Jej zadaniem jest dostarczanie zarodni składników odżywczych z plazmodium. Występuje u większości gatunków śluzowców, w nielicznych przypadkach gdy jej brak, zarodnie wyrastają bezpośrednio z plazmodium. Leżnia ma różną postać u różnych gatunków. Może być gruba lub cienka i błoniasta, może mieć różne kolory, może też być bezbarwna. Najczęściej jest cienką i jednorodną błonką, czasami u niektórych gatunków ma postać siateczki lub włókien. Czasami zawiera dodatkowe, wytworzone przez plazmodium substancje. U niektórych śluzowców, np. u Stemonitida leżnia przyjmuje szczególną postać; staje się częścią trzonka i perydium otaczającego zarodnie.